# Sandro Tonali
Sandro Tonali (sinh ngày 8 tháng 5 năm 2000) là một cầu thủ bóng đá chuyên nghiệp người Ý hiện đang thi đấu ở vị trí tiền vệ cho câu lạc bộ Premier League Newcastle United và đội tuyển bóng đá quốc gia Ý.

## Sự nghiệp câu lạc bộ

### Brescia
Tonali sinh ngày 8/5/2000 tại Lodi, một thị trấn miền Bắc Italia gần Milan. Khi đội bóng cũ Piacenza tuyên bố phá sản, cầu thủ này gia nhập đội trẻ Brescia vào năm 2012. Ở đây, các HLV đội trẻ Brescia quyết định thay đổi vị trí của Tonali. Từ chỗ là tiền đạo ảo, Tonali chuyển sang chơi với vai trò của một tiền vệ kiến tạo lùi sâu giống như ngôi sao lừng lẫy một thời Andrea Pirlo.
Tonali có màn ra mắt chuyên nghiệp cho Brescia Calcio vào ngày 26 tháng 8 năm 2017 khi đó anh mới 17 tuổi trong trận thua 1–2 trước đối thủ Avellino ở giải Serie B. Vào ngày 28 tháng 4 năm 2018, anh ghi được bàn thắng chuyên nghiệp đầu tiên của mình trong trận thua 2-4 trước Salernitana ở giải Serie B. Anh được ra sân tổng cộng 19 trận ở mùa giải đầu tiên của mình như là một cầu thủ chuyên nghiệp, đóng góp 2 bàn thắng và hai đường kiến tạo ở Serie B mùa giải 2017–18.
Mùa giải tiếp theo, Tonali đã giành chức vô địch Serie B cùng với Brescia và đạt được sự thăng hạng lên Serie A, anh chơi cho câu lạc bộ trong suốt mùa giải 2018–19.
Anh ra mắt Serie A vào ngày 25 tháng 8 năm 2019 ở tuổi 19 trong trận thắng 1–0 trên sân khách trước Cagliari. Vào ngày 29 tháng 9, anh kiến tạo một bàn thắng cho Mario Balotelli từ quả đá phạt góc trong trận thua 1–2 trước Napoli. Anh ghi bàn thắng đầu tiên tại Serie A vào ngày 26 tháng 10, với một cú đá phạt từ xa bên cánh trái trong trận thua 1–3 trước Genoa.

### Cho mượn tại AC Milan
Vào ngày 9 tháng 9 năm 2020,Tonali được AC Milan mượn một mùa với mức giá 10 triệu euro kèm theo giá mua đứt là 15 triệu euro,Tonali có lần đầu ra mắt cho Milan vào ngày 17 tháng 9 trong trận gặp Shamrock Rovers FC.Anh có trận ra mắt Serie A cho Milan vào ngày 21 tháng 9 năm 2020, vào sân từ băng ghế dự bị ở phút 77 trong chiến thắng 2-0 trước Bologna FC 1909.

### AC Milan
Vào ngày 8 tháng 7 năm 2021,AC Milan chính thức mua đứt Tonali,với bản hợp đông có thời hạn 5 năm.Anh đã đồng ý giảm lương để gia nhập AC Milan,anh được các cổ động viên ca ngợi vì nghĩa cử cao đẹp này.

## Sự nghiệp quốc tế
Cùng với U19 Ý, anh đã tham dự Giải vô địch bóng đá U-19 châu Âu 2018, mặc dù lọt vào trận chung kết của giải đấu những đã để thua 3–4 sau thời gian hiệp phụ trước đối thủ U19 Bồ Đào Nha.
Vào tháng 11 năm 2018, lần đầu tiên anh được gọi vào đội tuyển quốc gia Ý bởi huấn luyện viên Roberto Mancini.
Anh ra mắt đội U21 Ý vào ngày 21 tháng 3 năm 2019, trong trận giao hữu với tỷ số 0–0 trước U21 Áo tại Trieste.
Anh tham dự Giải vô địch bóng đá U-21 châu Âu 2019.
Sau khi chơi cho U21 Ý trong trận hòa 0–0 trước U21 Ireland vào ngày 10 tháng 10 năm 2019 ở vòng loại châu Âu, anh được gọi trở lại đội tuyển Ý tham dự vòng loại Euro 2020 trước cuộc đụng độ với Hy Lạp và Liechtenstein. Anh có màn ra mắt trận đấu quốc tế vào ngày 15 tháng 10, nhưng chỉ vào sân thay người trong trận thắng 5–0 trước Liechtenstein tại Vaduz. Anh có trận đá chính cho tuyển Ý vào ngày 15 tháng 11 trong trận thắng 3–0 trước Bosnia và Herzegovina.

## Phong cách chơi bóng
Tonali được xem là một cầu thủ trẻ người Ý đầy hứa hẹn ở vị trí của mình trong giới truyền thông, anh được gọi là regista, và thường được so sánh với Andrea Pirlo - người cũng bắt đầu sự nghiệp của mình với Brescia. Anh có chuyên môn về mặt đấu pháp, khả năng phối hợp, kỹ thuật cá nhân tốt, giữ vị trí, mạnh mẽ, sáng tạo, có tầm nhìn tuyệt vời và khả năng đọc trận đấu. Tonali thường đóng vai trò là một tiền vệ trung tâm hoặc tiền vệ phòng ngự trong sơ đồ 4-3-3. Anh đã chứng tỏ sự trưởng thành và tính cách vượt quá tuổi trẻ của mình. Mặc dù thuận chân phải nhưng anh được biết đến với khả năng chuyền dài chính xác bằng cả hai chân. Ngoài Pirlo, Tonali cũng có chút giống với Steven Gerrard và Luka Modrić ở chỗ có tầm ảnh hưởng lên lối chơi chung cho toàn đội. Đôi khi anh có phong cách riêng giống với Gennaro Gattuso. Vào tháng 7 năm 2019, anh được UEFA xứng tên là một trong 50 cầu thủ trẻ đầy triển vọng đáng xem ở mùa giải 2019–20.

## Thống kê sự nghiệp

### Câu lạc bộ
Tính đến ngày 12 tháng 3 năm 2022
| Câu lạc bộ     | Mùa giải       | Giải đấu       | Giải đấu | Giải đấu | Cúp quốc gia | Cúp quốc gia | Châu lục | Châu lục | Tổng cộng | Tổng cộng |
| Câu lạc bộ     | Mùa giải       | Hạng           | Trận     | Bàn      | Trận         | Bàn          | Trận     | Bàn      | Trận      | Bàn       |
| -------------- | -------------- | -------------- | -------- | -------- | ------------ | ------------ | -------- | -------- | --------- | --------- |
| Brescia        | 2017–18        | Serie B        | 19       | 2        | 0            | 0            | —        | —        | 19        | 2         |
| Brescia        | 2018–19        | Serie B        | 34       | 3        | 0            | 0            | —        | —        | 34        | 3         |
| Brescia        | 2019–20        | Serie A        | 35       | 1        | 1            | 0            | —        | —        | 36        | 1         |
| Brescia        | Tổng cộng      | Tổng cộng      | 88       | 6        | 1            | 0            | —        | —        | 89        | 6         |
| Milan          | 2020–21        | Serie A        | 25       | 0        | 1            | 0            | 11       | 0        | 37        | 0         |
| Milan          | 2021–22        | Serie A        | 28       | 2        | 2            | 0            | 6        | 0        | 36        | 2         |
| Milan          | Tổng cộng      | Tổng cộng      | 53       | 2        | 3            | 0            | 17       | 0        | 73        | 2         |
| Tổng sự nghiệp | Tổng sự nghiệp | Tổng sự nghiệp | 141      | 8        | 4            | 0            | 17       | 0        | 162       | 8         |

1. ↑  Số trận ra sân tại UEFA Europa League (bao gồm cả vòng loại)
2. ↑  Số trận ra sân tại UEFA Champions League (bao gồm cả vòng loại)

### Quốc tế
Tính đến ngày 26 tháng 3 năm 2023
| Ý         | Ý       | Ý         |
| Năm       | Số trận | Bàn thắng |
| --------- | ------- | --------- |
| 2019      | 3       | 0         |
| 2020      | 1       | 0         |
| 2021      | 2       | 0         |
| 2022      | 6       | 0         |
| 2023      | 2       | 0         |
| Tổng cộng | 14      | 0         |

## Danh hiệu
Brescia
- Serie B: 2018–19[3]

AC Milan
- Serie A: 2021–22[21]

Newcastle United
- EFL Cup: 2024–25[22]

U19 Ý
- UEFA European Under-19 Championship á quân: 2018[8]

### Quốc tế
U-19 Ý
- Á quân Giải vô địch bóng đá U-19 châu Âu: 2018[8]

### Cá nhân
- Đội hình tiêu biểu Giải vô địch bóng đá U-19 châu Âu 2018: 2018[23]
- Cầu thủ Serie B xuất sắc nhất năm: 2018[24]
- Cầu thủ trẻ Serie B xuất sắc nhất năm: 2019[25]
- Giải thưởng Golden Boy của bóng đá Ý: 2020